# 924 Gilman Street
La fundació musical alternativa, situada al 924 de Gilman Street, sovint anomenada pels seus fans simplement com "Gilman", és un club de música sense ànim de lucre, per a totes les edats, organitzat col·lectivament. Es troba a l'àrea de Berkeley Occidental de Berkeley, Califòrnia, aproximadament a dos kilometres a l'oest de l'estació BART de Berkeley del Nord i a 400 metres a l'oest de l'avinguda San Pablo, a la cantonada dels carrers 8 i Gilman.
Gilman s'associa principalment amb ser el trampolí del revival punk dels anys 90 dirigit per grups com Green Day, Operation Ivy, Rancid, AFI i The Offspring.
Gilman mostra principalment punk rock, específicament pop punk i hardcore punk, així com heavy metal, industrial metal, grindcore, ska punk i, més recentment, hip-hop.

## Història

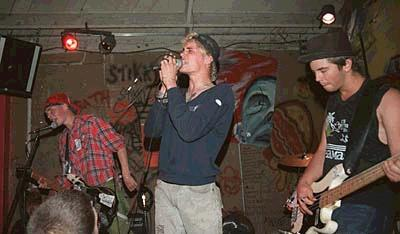
Operation Ivy en directe Gilman

### Establiment
En el 1984, el fan del punk rock i fundador de Maximumrocknroll Tim Yohannan van començar a pensar en l'establiment d'un espai de música de totes les edats a la zona de la badia de San Francisco on les bandes podien tocar i interactuar amb membres de l'audiència lliures de l'estructura de la promoció de música convencional. El treball organitzatiu real va començar el 1985, amb Yohannan com a part de l'esforç de Victor Hayden, que anteriorment havia començat un projecte paral·lel per iniciar un club de punk a Berkeley i que ja havia localitzat un espai prometedor en una secció industrial de Berkeley. Tot i que Yohannan inicialment tenia dubtes sobre la ubicació de Gilman Street 924 descoberta per Hayden, finalment va ser persuadit que l'edifici era un espai adequat per al projecte que es preveia. Les negociacions van començar amb el propietari i a l'abril de 1986 es va signar un contracte d'arrendament.
El cercle organitzador es va ampliar amb la intenció d'augmentar els 40.000 dòlars necessaris per al lloguer i la remodelació i per generar els voluntaris necessaris per fer possible el projecte de construcció. Yohannan va fer ús de les seves connexions polítiques i experiència guanyada com a voluntari de campanya per al Berkeley Citizen's Action Group, una organització que havia aconseguit el control majoritari de l'Ajuntament de Berkeley, i va ser capaç de cridar als seus amics asseguts en diversos consells de la ciutat, instant la seva cooperació amb la nova empresa. L'alcalde de Berkeley, Gus Newport, va ser solidari i els organitzadors de projectes van posar els punts sobres les Is guanyar l'aprovació tàcita del projecte per part de les empreses i residents de la zona. El propietari també va demostrar ser fiable i de suport als objectius dels seus nous inquilins.
Tim Yohannan va recordar més tard:

"No sabíem res de la construcció, i la gent sortia de la fusteria, només apareixia i ajudava gent que tenia les habilitats que necessitàvem, fusters, lampistes, electricistes. Vam haver de construir nous banys, etc., i passar les inspeccions. Vam obtenir la nostra aprovació final de la ciutat la tarda del nostre primer espectacle, que va ser Cap d'Any, desembre de 1986."
La participació en l'edifici de 2.000 peus quadrats era de 2.000 dòlars al mes en el moment del llançament del club, considerat com una taxa raonable i manejable.
El 31 de desembre de 1986, la primera representació musical es va celebrar al 924 Gilman. Des de llavors, ha estat un dels llocs de música independent més antics dels Estats Units. El club va progressar lentament com a mecca perquè els joves punk s'allunyessin dels assumptes quotidians a casa, treball, govern, etc.
En la seva fase inicial, els espectacles de hardcore punk es van celebrar tres dies a la setmana, els divendres i les nits de dissabte, així com matinades de diumenge. Tanmateix, això va resultar ser aclaparador per als voluntaris del club, i com a espectacles alternatius no durs, van començar a ser executats els divendres per una tripulació separada d'organitzadors. Aquests espectacles de divendres van ser més mal assistits que les extravagàbies de Saturday night i Sunday afternoon, però no obstant això van servir el seu propòsit de proporcionar un lloc alternatiu a les bandes que intentaven escapar de la trista realitat dels espectacles de 21 i més bars, alhora que permetien als voluntaris centrals evitar el bombardeig associat amb la programació excessiva d'esdeveniments.

### Principis fundacionals
Com va recordar un dels primers participants, "per tal de no ser tancat per la policia local, havíem de tenir normes, com ara no beure al voltant del club, no lluitar, coses com aquesta." Això va requerir un enfocament regularitzat de la seguretat i va donar lloc a esdeveniments que eren menys violents que la norma hardcore dels anys vuitanta, proporcionant un entorn més o menys segur i sentit de la responsabilitat col·lectiva.
Josh Levine, un fan del punk rock, membre de la banda i voluntari de Gilman el 1986 va recordar més tard:

"Hi havia alguna cosa en l'aire, podries dir, llavors. Un bon sentiment, o una sensació d'acostament, i unitat entre la gent que només volia veure bandes lliures de sexisme, homofòbia, racisme i especialment violència. Els espectacles no eren tan segurs llavors; hi havia espectacles que vaig anar abans de Gilman on em van pegar... Mostra on vaig anar a la presó, només per ser un noi de punk rock fora després del toc de queda. I el que és pitjor, mostra on vaig veure a la gent apallissada per skinheads, o per forçuts, i no hi havia res que pogués fer sobre això si volgués mantenir-me sa. Aquestes eren les coses que ens van motivar a involucrar-nos."
Malgrat alguns incidents primerencs de vandalisme, es va desenvolupar ràpidament un entorn creatiu fèrtil. El local va veure la primera aparició pública de l'Operació Ivy, un vestit de ska punk que va guanyar popularitat local gairebé instantània, i referents per uns jovesGreen Day —els àlbums dels quals van ajudar a llançar l'imperi Lookout Records de Larry Livermore i David Hayes. Els sons eclèctics d'aquest i altres "bandes Gilman" pioners contrastaven amb el metal ràpid i el hardcore ultra agressiu que dominava el món punk a mitjans dels anys vuitanta.
Mantenir-se fidel al "esperit independent" també va ser un component important de la filosofia del local, i moltes de les bandes que van començar a Gilman es van trobar als exteriors amb el club després d'aconseguir l'èxit principal. La cançó "86" de Green Day del seu àlbum Insomniac és sobre la prohibició del club després del llançament de las seva referència discogràfica principal Dookie.

## Música
La majoria de concerts a Gilman són de punk rock, passant per el hardcore punk al ska punk, incloent-hi el metal industrial i, més recentment, el hip-hop.
Bandes amb contractes discogràfics importants, només poden tocar el club quan la afiliació ho aprova, una política que va permetre Green Day tornar a tocar a Gilman almenys dues vegades des que van signar amb un segell discogràfic important. Moltes de les altres bandes que han tocat el club en el passat ja no existeixen. El local encara serveix l'escena hardcore de la badia de l'Est i Northern California portant actes locals, nacionals i internacionals a la badia de l'Est.
Una història del club del 2004, 924 Gilman: The Story So Far, va ser escrita i editada per Brian Edge, que va recollir records i anècdotes de molts dels contribuents principals a les operacions del dia a dia del club des de 1986 fins a la seva publicació el 2004. El llibre està disponible a través d'AK Press i també conté una llista completa dels espectacles de Gilman des de 1986 fins a principis de 2004.